# Dilophus obscurus
Dilophus obscurus är en tvåvingeart som först beskrevs av Blanchard 1852.  Dilophus obscurus ingår i släktet Dilophus och familjen hårmyggor. Inga underarter finns listade i Catalogue of Life.